# 마이클 일리
마이클 일리(Michael Ealy, 1973년 8월 3일 ~ )는 미국의 배우이다.

## 출연 작품
- 파탈 (2021)
- 인트루더 (2019)
- 야곱의 사다리 (2019)
- 더 퍼펙트 가이 (2015)
- 씽크 라이크 어 맨 투 (2014)
- 어바웃 라스트 나이트 (2014)
- 올모스트 휴먼 (2013)
- 라스트베가스 (2013)
- 언컨디셔널 (2012)
- 커먼 로 (2012)
- 씽크 라이크 어 맨 (2012)
- 언더월드 4 : 어웨이크닝 (2012)
- 마가렛 (2011)
- 테이커스 (2010)
- 컬러드 걸스 (2010)
- 플래시포워드 (2009)
- 안나 성당의 기적 (2008)
- 세븐 파운즈 (2008)
- 풋 잇 인 어 북 (2007)
- 업 클로즈 위드 캐리 키건 (2007)
- 그들의 눈은 신을 보고 있었다 (2005)
- 슬리퍼 셀 (2005)
- 노벰버 (2004)
- 네버 다이 어론 (2004)
- 우리 동네 이발소에 무슨 일이 2 (2004)
- 저스티스 (2003)
- 지미 키멜 라이브! (2003)
- 패스트 & 퓨리어스 2 (2003)
- 우리 동네 이발소에 무슨 일이 (2002)
- 배드 컴퍼니 (2002)
- 이브의 아름다운 키스 (2001)
- ER (1994)